# Ringo (álbum)
Ringo es el tercer álbum de estudio del músico británico Ringo Starr, lanzado por Apple Records el 23 de noviembre de 1973 en el Reino Unido.
A diferencia de sus dos trabajos anteriores, Sentimental Journey y Beaucoups of Blues, en los que Starr versionó clásicos de jazz de la década de 1930 e interpretó canciones country, Ringo supone un retorno a la formalidad musical, con canciones rock compuestas por amigos y colaboradores habituales de The Beatles. En este sentido, Ringo supone el primer trabajo en el que coincidieron Paul McCartney, John Lennon y George Harrison por primera vez tras la separación de The Beatles en abril de 1970.
Tras su publicación, Ringo se convirtió en el mayor éxito de la carrera en solitario de Starr y en su trabajo más representativo. El álbum, que obtuvo mejores reseñas de la prensa musical en relación con sus anteriores trabajos, alcanzó el segundo puesto en la lista estadounidense Billboard 200 y el 7 en la lista británica UK Singles Chart. Además, fue certificado como disco de platino por RIAA tras superar el millón de copias vendidas.

## Trasfondo
El escaso éxito comercial de Beaucoups of Blues, su anterior álbum de estudio, que no entró en las listas de discos más vendidos en el Reino Unido y alcanzó el puesto 55 en la lista estadounidense Billboard 200, llevó a Ringo a dejar de lado su carrera musical y centrar su actividad en el plano cinematográfico. Entre 1971 y 1972, Starr se estrenó como director cinematográfico con el documental sobre Marc Bolan Born to Boogie, publicado en 1972, y actuó en el western Blindman, dirigido por Ferdinando Baldi.
A pesar de colocar su interés musical en un segundo plano, Ringo grabó y publicó dos sencillos entre 1971 y 1972. El primero de ellos, «It Don't Come Easy», fue publicado en abril de 1971 y contó con la colaboración de George Harrison a la guitarra, Stephen Stills en el piano, y Klaus Voormann en el bajo. La canción fue regrabada sobre una primera versión, con el título provisional de «Gotta Pay Your Dues», registrada durante las sesiones de grabación del álbum Sentimental Journey. El sencillo alcanzó el primer puesto en las listas de Canadá y el puesto 4 en la lista Billboard Hot 100. 
«Back Off Boogaloo», una canción compuesta por Ringo a partir de un juego de palabras durante una cena con Marc Bolan, fue publicado en marzo de 1972 con el tema «Blindman» como cara B. El sencillo alcanzó el puesto 2 en la lista británica UK Singles Chart y el 9 en la lista Billboard Hot 100.

## Grabación
Las sesiones de grabación de Ringo comenzaron el 5 de marzo de 1973 en los Sunset Sound Recorders de Los Ángeles (California), con la idea de grabar un álbum diferente a los predecesores. Para ello, Ringo solicitó la ayuda de Richard Perry, con quien coincidió en la grabación de Sentimental Journey, como productor, así como la de varios amigos y compañeros de profesión.
El 13 de marzo, Ringo grabó diez tomas de «I'm the Greatest» con la colaboración de George Harrison y John Lennon en las guitarras y Klaus Voormann al bajo. La noticia de que tres de los miembros de The Beatles habían coincidido en un estudio de grabación a escasos tres años de su separación dio pie a rumores acerca de una posible reunión del grupo, con Voorman sustituyendo a Paul McCartney. La coincidencia de tres miembros de The Beatles en un estudio fue lo más próximo a una reunión del grupo hasta la boda de Eric Clapton el 19 de mayo de 1979, seguida de la grabación de la canción de Harrison «All Those Years Ago» en 1981 y el proyecto The Beatles Anthology en 1995.
El 27 de marzo, las sesiones se trasladaron a otros estudios de grabación como Burbank Studios, The Sound Labs y Producers Workshop, dentro de la ciudad de Los Ángeles. El 16 de abril, Ringo viajó a Inglaterra para grabar en los Apple Studios de Savile Row «Six O'Clock», una canción compuesta por McCartney y que contó con la colaboración de Paul y Linda McCartney. 
A lo largo de las sesiones, Ringo contó con la colaboración de un gran número de prestigiosos músicos. Billy Preston, que participó en 1969 en la grabación de «Get Back» y «Don't Let Me Down», tocó el órgano en «I'm The Greatest» y «Oh My My», mientras que los miembros de The Band, con la excepción de Richard Manuel, grabaron con Ringo «Sunshine Life for Me (Sail Away Raymond)», una canción compuesta por Harrison. 
Para la grabación del álbum, y a diferencia de trabajos previos, Ringo hizo un especial esfuerzo compositivo y compuso cuatro canciones, bien en solitario, como «Step Lightly», bien como pareja de otros compositores tales como Harrison en «Photograph» o Vini Poncia en «Devil Woman» y «Oh My My». Además de canciones originales, aportadas en su mayoría por otros compositores, Ringo versionó en el álbum dos temas: «Have You Seen My Baby», de Randy Newman, y «You're Sixteen», compuesta por los hermanos Sherman.
Las sesiones de grabación del álbum se completaron el 30 de abril, con varias sobregrabaciones en el mes de julio para finalizar el trabajo. 

## Recepción
Tras su publicación en noviembre de 1973, Ringo obtuvo reseñas positivas por parte de la crítica musical y se convirtió en el mayor éxito de la carrera en solitario de Starr desde el punto de vista comercial. El álbum permaneció en el primer puesto en las listas canadienses de la revista RPM durante tres semanas, y alcanzó el puesto 7 en la lista británica UK Albums Chart. En Estados Unidos, Ringo consiguió el puesto 2 de la lista Billboard 200, desplazado de la primera posición por el álbum de Elton John Goodbye Yellow Brick Road. 
Los sencillos extraídos del álbum también obtuvieron un considerable éxito comercial. En Estados Unidos, «Photograph» y «You're Sixteen» se convirtieron en los dos primeros sencillos de Starr en alcanzar el primer puesto de la lista Billboard Hot 100, aunque en el Reino Unido debutaron en los puestos 8 y 4 respectivamente. Un tercer sencillo, «Oh My My», fue publicado exclusivamente en Estados Unidos y alcanzó el puesto 5.
Un año después de su publicación, Ringo fue certificado como disco de platino por RIAA tras superar el millón de copias vendidas en Estados Unidos, y como disco de oro por la British Phonographic Industry al vender más de 100 000 copias en el Reino Unido.

## Reediciones
Ringo fue remasterizado y editado por primera vez en disco compacto en 1991 con tres temas extra: el sencillo «It Don't Come Easy», publicado originalmente en 1971; «Early 1970», su cara B; y la canción «Down and Out», publicada como cara B del sencillo «Photograph». A diferencia de la edición original en vinilo, donde aparecen separadas, «You and Me (Babe)» comienza cohesionada con el final de «Devil Woman» en el CD.
En 2007, con motivo del regreso de Starr a Capitol Records y previo a la publicación del álbum Liverpool 8, Ringo fue publicado en formato de descarga digital junto a sus otros tres primeros trabajos a través de la tienda digital iTunes.
Dos álbumes de Ringo Starr , Ringo de 1973 y Goodnight Vienna de 1974 , han sido remasterizados para su reedición a nivel mundial en vinilo  de 180 gramos. Ambos álbumes, remasterizados por Ron McMaster en Capitol Mastering, serán lanzados por Capitol / UMe el 19 de enero de 2018.

## Lista de canciones
| Cara A |                                            |                                  |          |  |
| N.º    | Título                                     | Escritor(es)                     | Duración |  |
| 1.     | «I'm The Greatest»                         | John Lennon                      | 3:21     |  |
| 2.     | «Have You Seen My Baby»                    | Randy Newman                     | 3:44     |  |
| 3.     | «Photograph»                               | Richard Starkey, George Harrison | 4:00     |  |
| 4.     | «Sunshine Life for Me (Sail Away Raymond)» | George Harrison                  | 2:45     |  |
| 5.     | «You're Sixteen»                           | Bob Sherman, Dick Sherman        | 2:48     |  |

| Cara B |                     |                              |          |  |
| N.º    | Título              | Escritor(es)                 | Duración |  |
| 6.     | «Oh My My»          | Vini Poncia, Richard Starkey | 4:16     |  |
| 7.     | «Step Lightly»      | Richard Starkey              | 3:15     |  |
| 8.     | «Six O'Clock»       | Paul McCartney               | 4:06     |  |
| 9.     | «Devil Woman»       | Vini Poncia, Richard Starkey | 3:50     |  |
| 10.    | «You and Me (Babe)» | George Harrison, Mal Evans   | 5:00     |  |

| Bonus tracks (reedición de 1991) |                                                   |                 |          |  |
| N.º                              | Título                                            | Escritor(es)    | Duración |  |
| 11.                              | «It Don't Come Easy» (Sencillo de 1971)           | Richard Starkey | 3:02     |  |
| 12.                              | «Early 1970» (Cara B de «It Don't Come Easy»)     | Richard Starkey | 2:20     |  |
| 13.                              | «Down And Out» (Cara B del sencillo «Photograph») | Richard Starkey | 3:04     |  |

## Personal
| - Ringo Starr: voz, batería, guitarra acústica y piano - George Harrison: guitarra eléctrica, guitarra acústica de 12 cuerdas, bajo y coros - Vini Poncia: guitarra acústica, percusión y coros - Marc Bolan: guitarra eléctrica - Robbie Robertson: guitarra - Steve Cropper: guitarra eléctrica - Jimmy Calvert: guitarra acústica - Klaus Voormann: bajo - Levon Helm: mandolina - Rick Danko: violín - David Bromberg: banjo y violín - Paul McCartney: kazoo, piano, sintetizador y coros - John Lennon: piano y coros - Billy Preston: piano y órgano - Nicky Hopkins: piano eléctrico - James Booker: piano - Tom Hensley: piano - Gary Wright: piano | - Garth Hudson: acordeón - Jim Keltner: batería - Milt Holland: percusión y marimba - Derrek Van Eaton: percusión - Bobby Keys: saxofón tenor - Tom Scott: saxofón y arreglos de vientos - Chuck Finley: vientos - Ron Cattermole: vientos - Jim Horn: arreglos de vientos - Jack Nitzsche: arreglos orquestales - Richard Perry: coros - Harry Nilsson: coros - Linda McCartney: coros - Martha Reeves: coros - Merry Clayton: coros - Pete Ham: coros - Tom Evans: coros |

## Posición en listas
| País           | Lista                       | Posición |
| -------------- | --------------------------- | -------- |
| Alemania       | Media Control Albums Charts | 28       |
| Australia      | ARIA Albums Chart           | 2        |
| Canadá         | RPM Albums Chart            | 1        |
| España         | Spanish Albums Chart        | 2        |
| Estados Unidos | Billboard 200               | 2        |
| Italia         | IFPI Italia                 | 2        |
| Japón          | Oricon LP Chart             | 10       |
| Noruega        | VG-lista Top 40 Albums      | 5        |
| Países Bajos   | Dutch Charts                | 7        |
| Reino Unido    | UK Albums Chart             | 7        |
| Suecia         | Albums Top 60               | 2        |

| Sencillo         | País           | Lista                     | Posición |
| ---------------- | -------------- | ------------------------- | -------- |
| «Photograph»     | Australia      | ARIA Singles Chart        | 1        |
| «Photograph»     | Canadá         | RPM Top Singles           | 1        |
| «Photograph»     | Canadá         | RPM Adult Contemporary    | 3        |
| «Photograph»     | Estados Unidos | Billboard Hot 100         | 1        |
| «Photograph»     | Estados Unidos | Adult Contemporary Tracks | 3        |
| «Photograph»     | Reino Unido    | UK Singles Chart          | 8        |
| «You're Sixteen» | Australia      | ARIA Singles Chart        | 6        |
| «You're Sixteen» | Canadá         | RPM Top Singles           | 2        |
| «You're Sixteen» | Canadá         | RPM Adult Contemporary    | 13       |
| «You're Sixteen» | Estados Unidos | Billboard Hot 100         | 1        |
| «You're Sixteen» | Estados Unidos | Adult Contemporary Tracks | 2        |
| «You're Sixteen» | Reino Unido    | UK Singles Chart          | 4        |
| «Oh My My»       | Australia      | ARIA Singles Chart        | 62       |
| «Oh My My»       | Canadá         | RPM Top Singles           | 3        |
| «Oh My My»       | Estados Unidos | Billboard Hot 100         | 5        |
| «Oh My My»       | Estados Unidos | Adult Contemporary Tracks | 24       |

## Certificaciones
| País           | Organismo certificador | Certificación | Ventas certificadas | Ref.   |
| -------------- | ---------------------- | ------------- | ------------------- | ------ |
| Estados Unidos | RIAA                   | Platino       | 1 000 000           | [ 4 ]  |
| Reino Unido    | BPI                    | Oro           | 100 000             | [ 27 ] |